# Pax Sumerica
La Pax Sumerica, (latin pour « la paix sumérienne »), s'est produite durant la troisième dynastie d'Ur, ou l’empire néo-sumérien. La paix sumérienne est traditionnellement considérée avoir duré jusqu'à la mort de Hammurabi, du premier empire babylonien.